# شهرستان آباشیری، هوکایدو

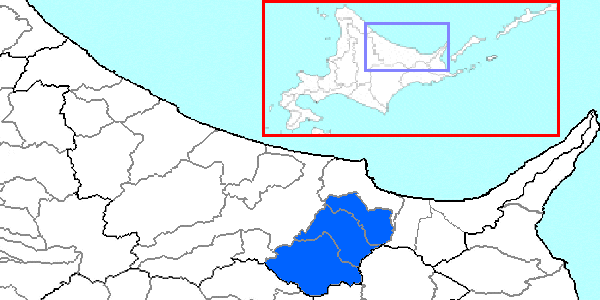

شهرستان آباشیری، هوکایدو (انگلیسی: Abashiri District, Hokkaido) یکی از شهرستان‌های ژاپن وابسته به زیراستان اوهوتسوکو در استان هوکایدو در ژاپن است. از سال ۲۰۰۴، در این منطقه جمعیت حدود ۳۸٬۰۱۳ و تراکم جمعیت از ۲۵٫۳۷ نفر در هر کیلومتر مربع است. مساحت کل ۱٬۴۹۸٫۵۸ کیلومتر مربع است.